# Troisième circonscription du Gard
La troisième circonscription du Gard est l'une des six circonscriptions législatives françaises que compte le département du Gard situé en région Occitanie.

## Description géographique et démographique

### De 1958 à 1986
Le département avait quatre circonscriptions.
La troisième circonscription était composée de :
- canton d'Alès-Est
- canton de Barjac
- canton de Bessèges
- canton de Génolhac
- canton de La Grand-Combe
- canton de Lussan
- canton de Pont-Saint-Esprit
- canton de Saint-Ambroix

(source : Journal Officiel du 13-14 Octobre 1958).

### De 1988 à 2010
La troisième circonscription du Gard est délimitée par le découpage électoral de la loi n°86-1197 du 24 novembre 1986
, elle regroupe les divisions administratives suivantes : 
- Canton d'Aramon
- Canton de Bagnols-sur-Cèze
- Canton de Pont-Saint-Esprit
- Canton de Remoulins
- Canton de Roquemaure
- Canton d'Uzès
- Canton de Villeneuve-lès-Avignon.

### Depuis 2010
Depuis 2010, la circonscription regroupe les cantons suivants : 
- Canton d'Aramon
- Canton de Bagnols-sur-Cèze
- Canton de Remoulins
- Canton de Roquemaure
- Canton de Villeneuve-lès-Avignon.

D'après le recensement général de la population en 2022, réalisé par l'Institut national de la statistique et des études économiques (INSEE), la population totale de cette circonscription est estimée à 123 921 habitants,.
| Nom                      | Code Insee | Intercommunalité     | Superficie (km2) | Population (dernière pop. légale) | Densité (hab./km2) |
| ------------------------ | ---------- | -------------------- | ---------------- | --------------------------------- | ------------------ |
| Aramon                   | 30012      | CC du Pont du Gard   | 31,16            | 4 082 (2022)                      | 131                |
| Argilliers               | 30013      | CC Pays d'Uzès       | 6,67             | 441 (2022)                        | 66                 |
| Bagnols-sur-Cèze         | 30028      | CA du Gard rhodanien | 31,37            | 18 124 (2022)                     | 578                |
| Castillon-du-Gard        | 30073      | CC Pays d'Uzès       | 17,38            | 1 681 (2022)                      | 97                 |
| Cavillargues             | 30076      | CA du Gard rhodanien | 11,27            | 847 (2022)                        | 75                 |
| Chusclan                 | 30081      | CA du Gard rhodanien | 13,23            | 975 (2022)                        | 74                 |
| Codolet                  | 30084      | CA du Gard rhodanien | 5,17             | 597 (2022)                        | 115                |
| Collias                  | 30085      | CC du Pont du Gard   | 20,42            | 1 080 (2022)                      | 53                 |
| Comps                    | 30089      | CC du Pont du Gard   | 8,6              | 1 703 (2022)                      | 198                |
| Connaux                  | 30092      | CA du Gard rhodanien | 9,58             | 1 702 (2022)                      | 178                |
| Domazan                  | 30103      | CC du Pont du Gard   | 11,42            | 966 (2022)                        | 85                 |
| Estézargues              | 30107      | CC du Pont du Gard   | 11,59            | 605 (2022)                        | 52                 |
| Fournès                  | 30116      | CC du Pont du Gard   | 17,66            | 1 058 (2022)                      | 60                 |
| Gaujac                   | 30127      | CA du Gard rhodanien | 10,28            | 1 069 (2022)                      | 104                |
| Laudun-l'Ardoise         | 30141      | CA du Gard rhodanien | 34,19            | 6 673 (2022)                      | 195                |
| La Roque-sur-Cèze        | 30222      | CA du Gard rhodanien | 8,37             | 174 (2022)                        | 21                 |
| Le Pin                   | 30196      | CA du Gard rhodanien | 5,96             | 473 (2022)                        | 79                 |
| Les Angles               | 30011      | CA Grand Avignon     | 17,64            | 8 694 (2022)                      | 493                |
| Lirac                    | 30149      | CA du Gard rhodanien | 9,76             | 938 (2022)                        | 96                 |
| Meynes                   | 30166      | CC du Pont du Gard   | 16,66            | 2 576 (2022)                      | 155                |
| Montfaucon               | 30178      | CA du Gard rhodanien | 4,24             | 1 525 (2022)                      | 360                |
| Montfrin                 | 30179      | CC du Pont du Gard   | 15,29            | 3 125 (2022)                      | 204                |
| Orsan                    | 30191      | CA du Gard rhodanien | 6,9              | 1 197 (2022)                      | 173                |
| Pouzilhac                | 30207      | CC du Pont du Gard   | 16,04            | 750 (2022)                        | 47                 |
| Pujaut                   | 30209      | CA Grand Avignon     | 23,5             | 3 911 (2022)                      | 166                |
| Remoulins                | 30212      | CC du Pont du Gard   | 8,24             | 2 268 (2022)                      | 275                |
| Rochefort-du-Gard        | 30217      | CA Grand Avignon     | 34,03            | 8 067 (2022)                      | 237                |
| Roquemaure               | 30221      | CA Grand Avignon     | 26,22            | 5 528 (2022)                      | 211                |
| Sabran                   | 30225      | CA du Gard rhodanien | 35,64            | 1 596 (2022)                      | 45                 |
| Saint-Bonnet-du-Gard     | 30235      | CC du Pont du Gard   | 6,84             | 816 (2022)                        | 119                |
| Saint-Étienne-des-Sorts  | 30251      | CA du Gard rhodanien | 9,85             | 537 (2022)                        | 55                 |
| Saint-Geniès-de-Comolas  | 30254      | CA du Gard rhodanien | 8,26             | 2 013 (2022)                      | 244                |
| Saint-Gervais            | 30256      | CA du Gard rhodanien | 11,87            | 792 (2022)                        | 67                 |
| Saint-Hilaire-d'Ozilhan  | 30260      | CC du Pont du Gard   | 16,66            | 1 115 (2022)                      | 67                 |
| Saint-Laurent-des-Arbres | 30278      | CA du Gard rhodanien | 16,35            | 2 984 (2022)                      | 183                |
| Saint-Michel-d'Euzet     | 30287      | CA du Gard rhodanien | 10,36            | 719 (2022)                        | 69                 |
| Saint-Nazaire            | 30288      | CA du Gard rhodanien | 6,68             | 1 297 (2022)                      | 194                |
| Saint-Paul-les-Fonts     | 30355      | CA du Gard rhodanien | 5,46             | 1 047 (2022)                      | 192                |
| Saint-Pons-la-Calm       | 30292      | CA du Gard rhodanien | 6,37             | 501 (2022)                        | 79                 |
| Saint-Victor-la-Coste    | 30302      | CA du Gard rhodanien | 26,64            | 2 222 (2022)                      | 83                 |
| Sauveterre               | 30312      | CA Grand Avignon     | 13,09            | 2 013 (2022)                      | 154                |
| Saze                     | 30315      | CA Grand Avignon     | 12,6             | 2 097 (2022)                      | 166                |
| Sernhac                  | 30317      | CA Nîmes Métropole   | 8,93             | 1 816 (2022)                      | 203                |
| Tavel                    | 30326      | CA du Gard rhodanien | 19,96            | 2 032 (2022)                      | 102                |
| Théziers                 | 30328      | CC du Pont du Gard   | 11,34            | 1 070 (2022)                      | 94                 |
| Tresques                 | 30331      | CA du Gard rhodanien | 17,9             | 1 803 (2022)                      | 101                |
| Valliguières             | 30340      | CC du Pont du Gard   | 19,25            | 652 (2022)                        | 34                 |
| Vénéjan                  | 30342      | CA du Gard rhodanien | 18,55            | 1 262 (2022)                      | 68                 |
| Vers-Pont-du-Gard        | 30346      | CC du Pont du Gard   | 19,14            | 1 758 (2022)                      | 92                 |
| Villeneuve-lès-Avignon   | 30351      | CA Grand Avignon     | 18,27            | 12 950 (2022)                     | 709                |

## Historique des députations
| Législature | Début de mandat | Fin de mandat  | Député            | Parti politique | Observations                                                                           |
| ----------- | --------------- | -------------- | ----------------- | --------------- | -------------------------------------------------------------------------------------- |
| IXe         | 23 juin 1988    | 1er avril 1993 | Georges Benedetti | PS              |                                                                                        |
| Xe          | 2 avril 1993    | 21 avril 1997  | Gilbert Baumet    | MDR             | Mandat écourté à la suite d'une dissolution parlementaire décidée par Jacques Chirac.  |
| XIe         | 12 juin 1997    | 18 juin 2002   | Gérard Revol      | PS              |                                                                                        |
| XIIe        | 19 juin 2002    | 19 juin 2007   | Jean-Marc Roubaud | UMP             |                                                                                        |
| XIIIe       | 20 juin 2007    | 19 juin 2012   | Jean-Marc Roubaud | UMP             |                                                                                        |
| XIVe        | 20 juin 2012    | 20 juin 2017   | Patrice Prat      | PS              |                                                                                        |
| XVe         | 21 juin 2017    | 21 juin 2022   | Anthony Cellier   | REM             |                                                                                        |
| XVIe        | 22 juin 2022    | 9 juin 2024    | Pascale Bordes    | RN              | Mandat écourté à la suite d'une dissolution parlementaire décidée par Emmanuel Macron. |

## Historique des élections

### Élections de 1958
| Candidat       | Candidat             | Parti                     | Premier tour | Premier tour | Second tour | Second tour |  |
| Candidat       | Candidat             | Parti                     | Voix         | %            | Voix        | %           |  |
| -------------- | -------------------- | ------------------------- | ------------ | ------------ | ----------- | ----------- |  |
|                | Gabriel Roucaute     | PCF                       | 16 962       | 34,2         | 21 314      | 41,65       |  |
|                | Édouard Thibault élu | MRP                       | 15 133       | 30,51        | 27 073      | 52,9        |  |
|                | Jean Blache          | SFIO                      | 9 669        | 19,5         | Retrait     | Retrait     |  |
|                | Pierre Jalu          | Divers droite (Gaulliste) | 4 027        | 8,12         | 2 793       | 5,46        |  |
|                | Marius Bérard        | Soc.ind.                  | 2 749        | 5,54         | Retrait     | Retrait     |  |
|                | Henri Beau           | Radsoc                    | 1 055        | 2,13         |             |             |  |
|                |                      |                           |              |              |             |             |  |
| Inscrits       | Inscrits             | Inscrits                  | 67 019       | 100,00       | 67 001      | 100,00      |  |
| Abstentions    | Abstentions          | Abstentions               | 16 052       | 23,95        | 14 180      | 21,16       |  |
| Votants        | Votants              | Votants                   | 50 967       | 76,05        | 52 821      | 78,84       |  |
| Blancs et nuls | Blancs et nuls       | Blancs et nuls            | 1 372        | 2,69         | 1 641       | 3,11        |  |
| Exprimés       | Exprimés             | Exprimés                  | 49 595       | 97,31        | 51 180      | 96,89       |  |

### Élections de 1962
| Candidat       | Candidat                 | Parti          | Premier tour | Premier tour | Second tour | Second tour |  |
| Candidat       | Candidat                 | Parti          | Voix         | %            | Voix        | %           |  |
| -------------- | ------------------------ | -------------- | ------------ | ------------ | ----------- | ----------- |  |
|                | Roger Roucaute élu       | PCF            | 18 427       | 40,83        | 25 355      | 51,23       |  |
|                | Édouard Thibault sortant | MRP            | 11 501       | 25,49        | 24 136      | 48,77       |  |
|                | Pierre Jalu              | UNR-UDT        | 9 232        | 20,46        | Retrait     | Retrait     |  |
|                | Jean-Jacques Meynard     | PSU            | 5 968        | 13,22        | Retrait     | Retrait     |  |
|                |                          |                |              |              |             |             |  |
| Inscrits       | Inscrits                 | Inscrits       | 66 648       | 100,00       | 66 633      | 100,00      |  |
| Abstentions    | Abstentions              | Abstentions    | 19 758       | 29,65        | 14 851      | 22,29       |  |
| Votants        | Votants                  | Votants        | 46 890       | 70,35        | 51 782      | 77,71       |  |
| Blancs et nuls | Blancs et nuls           | Blancs et nuls | 1 762        | 3,76         | 2 291       | 4,42        |  |
| Exprimés       | Exprimés                 | Exprimés       | 45 128       | 96,24        | 49 491      | 95,58       |  |

Le suppléant de Roger Roucaute était Émile Jourdan, mineur, de Saint-Florent-sur-Auzonnet.

### Élections de 1967
| Candidat       | Candidat                     | Parti          | Premier tour | Premier tour | Second tour | Second tour |  |
| Candidat       | Candidat                     | Parti          | Voix         | %            | Voix        | %           |  |
| -------------- | ---------------------------- | -------------- | ------------ | ------------ | ----------- | ----------- |  |
|                | Roger Roucaute sortant réélu | PCF            | 24 400       | 44,3         | 32 390      | 58,29       |  |
|                | Jean-Louis Vigier            | RI             | 15 204       | 27,6         | 23 178      | 41,71       |  |
|                | Maurice Larguier             | FGDS (SFIO)    | 9 307        | 16,9         | Retrait     | Retrait     |  |
|                | Fernand Jarrié               | CD (PDM)       | 6 168        | 11,2         |             |             |  |
|                |                              |                |              |              |             |             |  |
| Inscrits       | Inscrits                     | Inscrits       | 67 341       | 100,00       | 67 331      | 100,00      |  |
| Abstentions    | Abstentions                  | Abstentions    | 10 940       | 16,25        | 9 408       | 13,97       |  |
| Votants        | Votants                      | Votants        | 56 401       | 83,75        | 57 923      | 86,03       |  |
| Blancs et nuls | Blancs et nuls               | Blancs et nuls | 1 322        | 2,34         | 2 355       | 4,07        |  |
| Exprimés       | Exprimés                     | Exprimés       | 55 079       | 97,66        | 55 568      | 95,93       |  |

Le suppléant de Roger Roucaute était Jean Delpuech, mineur, conseiller général du canton de La Grand-Combe, maire des Salles-du-Gardon.

### Élections de 1968
| Candidat       | Candidat                     | Parti          | Premier tour | Premier tour | Second tour | Second tour |  |
| Candidat       | Candidat                     | Parti          | Voix         | %            | Voix        | %           |  |
| -------------- | ---------------------------- | -------------- | ------------ | ------------ | ----------- | ----------- |  |
|                | Roger Roucaute sortant réélu | PCF            | 22 492       | 41,84        | 27 741      | 50,77       |  |
|                | Georges Étienne              | UDR (URP)      | 19 097       | 35,52        | 26 895      | 49,23       |  |
|                | Franck Favier                | CD (PDM)       | 5 056        | 9,4          |             |             |  |
|                | Henry Toureille              | FGDS (SFIO)    | 4 812        | 8,95         |             |             |  |
|                | Jean-Jacques Meynard         | PSU            | 2 306        | 4,29         |             |             |  |
|                |                              |                |              |              |             |             |  |
| Inscrits       | Inscrits                     | Inscrits       | 68 023       | 100,00       | 68 040      | 100,00      |  |
| Abstentions    | Abstentions                  | Abstentions    | 13 302       | 19,56        | 11 547      | 16,97       |  |
| Votants        | Votants                      | Votants        | 54 721       | 80,44        | 56 493      | 83,03       |  |
| Blancs et nuls | Blancs et nuls               | Blancs et nuls | 958          | 1,75         | 1 857       | 3,29        |  |
| Exprimés       | Exprimés                     | Exprimés       | 53 763       | 98,25        | 54 636      | 96,71       |  |

Le suppléant de Roger Roucaute était Jean Delpuech.

### Élections de 1973
| Candidat       | Candidat                     | Parti          | Premier tour | Premier tour | Second tour | Second tour |  |
| Candidat       | Candidat                     | Parti          | Voix         | %            | Voix        | %           |  |
| -------------- | ---------------------------- | -------------- | ------------ | ------------ | ----------- | ----------- |  |
|                | Roger Roucaute sortant réélu | PCF            | 26 288       | 47,3         | 32 147      | 58,74       |  |
|                | Jacques Trouiller            | UDR (URP)      | 13 482       | 24,26        | 22 578      | 41,26       |  |
|                | André Rouvière               | PS (UGSD)      | 9 800        | 17,63        | Retrait     | Retrait     |  |
|                | Michel Baptiste              | MR             | 6 006        | 10,81        |             |             |  |
|                |                              |                |              |              |             |             |  |
| Inscrits       | Inscrits                     | Inscrits       | 68 455       | 100,00       | 68 423      | 100,00      |  |
| Abstentions    | Abstentions                  | Abstentions    | 11 493       | 16,79        | 11 211      | 16,38       |  |
| Votants        | Votants                      | Votants        | 56 962       | 83,21        | 57 212      | 83,62       |  |
| Blancs et nuls | Blancs et nuls               | Blancs et nuls | 1 386        | 2,43         | 2 487       | 4,35        |  |
| Exprimés       | Exprimés                     | Exprimés       | 55 576       | 97,57        | 54 725      | 95,65       |  |

Le suppléant de Roger Roucaute était Jean Delpuech. Jean Delpuech est décédé en 1975.

### Élections de 1978
| Candidat       | Candidat              | Parti          | Premier tour | Premier tour | Second tour | Second tour |  |
| Candidat       | Candidat              | Parti          | Voix         | %            | Voix        | %           |  |
| -------------- | --------------------- | -------------- | ------------ | ------------ | ----------- | ----------- |  |
|                | Adrienne Horvath élue | PCF            | 23 960       | 38,7         | 35 646      | 57,21       |  |
|                | Gilbert Baumet        | PS             | 14 184       | 22,91        | Retrait     | Retrait     |  |
|                | François Gilles       | UDF            | 13 687       | 22,1         | 26 657      | 42,79       |  |
|                | Jacques Trouiller     | RPR            | 7 544        | 12,18        |             |             |  |
|                | Janine Rousseau       | PSU (FA)       | 1 507        | 2,43         |             |             |  |
|                | Progrès Esteban       | LO             | 1 037        | 1,67         |             |             |  |
|                |                       |                |              |              |             |             |  |
| Inscrits       | Inscrits              | Inscrits       | 75 349       | 100,00       | 75 269      | 100,00      |  |
| Abstentions    | Abstentions           | Abstentions    | 11 889       | 15,78        | 10 379      | 13,79       |  |
| Votants        | Votants               | Votants        | 63 460       | 84,22        | 64 890      | 86,21       |  |
| Blancs et nuls | Blancs et nuls        | Blancs et nuls | 1 541        | 2,43         | 2 587       | 3,99        |  |
| Exprimés       | Exprimés              | Exprimés       | 61 919       | 97,57        | 62 303      | 96,01       |  |

Le suppléant d'Adrienne Horvath était Daniel Verdelhan, enseignant à Alès, conseiller général du canton d'Alès-Sud-Est.

### Élections de 1981
| Candidat       | Candidat                       | Parti          | Premier tour | Premier tour | Second tour | Second tour |  |
| Candidat       | Candidat                       | Parti          | Voix         | %            | Voix        | %           |  |
| -------------- | ------------------------------ | -------------- | ------------ | ------------ | ----------- | ----------- |  |
|                | Adrienne Horvath sortant réélu | PCF            | 21 502       | 39,79        | 35 402      | 63,83       |  |
|                | Pierre Jalu                    | RPR (UNM)      | 15 300       | 28,32        | 20 064      | 36,17       |  |
|                | Jean Stec                      | PS             | 15 217       | 28,16        | Retrait     | Retrait     |  |
|                | Jean-Louis Fiole               | PSU            | 2 014        | 3,73         |             |             |  |
|                |                                |                |              |              |             |             |  |
| Inscrits       | Inscrits                       | Inscrits       | 76 494       | 100,00       | 76 492      | 100,00      |  |
| Abstentions    | Abstentions                    | Abstentions    | 21 347       | 27,91        | 18 162      | 23,74       |  |
| Votants        | Votants                        | Votants        | 55 147       | 72,09        | 58 330      | 76,26       |  |
| Blancs et nuls | Blancs et nuls                 | Blancs et nuls | 1 114        | 2,02         | 2 864       | 4,91        |  |
| Exprimés       | Exprimés                       | Exprimés       | 54 033       | 97,98        | 55 466      | 95,09       |  |

Le suppléant d'Adrienne Horvath était Daniel Verdelhan.

### Élections de 1988
| Candidat       | Candidat              | Parti          | Premier tour | Premier tour | Second tour | Second tour |  |
| Candidat       | Candidat              | Parti          | Voix         | %            | Voix        | %           |  |
| -------------- | --------------------- | -------------- | ------------ | ------------ | ----------- | ----------- |  |
|                | Georges Benedetti élu | PS             | 19 472       | 35,28        | 30 875      | 51,68       |  |
|                | André Savonne         | RPR (URC)      | 18 601       | 33,7         | 28 863      | 48,32       |  |
|                | René Mathieu          | PCF            | 9 106        | 16,5         |             |             |  |
|                | Rémy François         | FN             | 8 009        | 14,51        |             |             |  |
|                |                       |                |              |              |             |             |  |
| Inscrits       | Inscrits              | Inscrits       | 84 869       | 100,00       | 84 845      | 100,00      |  |
| Abstentions    | Abstentions           | Abstentions    | 28 185       | 33,21        | 22 805      | 26,88       |  |
| Votants        | Votants               | Votants        | 56 684       | 66,79        | 62 040      | 73,12       |  |
| Blancs et nuls | Blancs et nuls        | Blancs et nuls | 1 496        | 2,64         | 2 302       | 3,71        |  |
| Exprimés       | Exprimés              | Exprimés       | 55 188       | 97,36        | 59 738      | 96,29       |  |

Le suppléant de Georges Benedetti était Cyprien Jullian, de Nîmes.

### Élections de 1993
| Candidat       | Candidat           | Parti                | Premier tour | Premier tour | Second tour | Second tour |  |
| Candidat       | Candidat           | Parti                | Voix         | %            | Voix        | %           |  |
| -------------- | ------------------ | -------------------- | ------------ | ------------ | ----------- | ----------- |  |
|                | Gilbert Baumet élu | Divers gauche (ADFP) | 17 657       | 28,38        | 33 620      | 54,65       |  |
|                | André Savonne      | RPR                  | 13 129       | 21,1         | 27 895      | 45,35       |  |
|                | Jean Miclot        | FN                   | 9 967        | 16,02        |             |             |  |
|                | René Cret          | UDF (CDS)            | 7 057        | 11,34        |             |             |  |
|                | René Mathieu       | PCF                  | 6 921        | 11,12        |             |             |  |
|                | Alain Bertolino    | Les Verts (EÉ)       | 4 369        | 7,02         |             |             |  |
|                | Martine Luguel     | LT-LNÉ               | 1 661        | 2,67         |             |             |  |
|                | Maryse Clément     | MDC                  | 1 458        | 2,34         |             |             |  |
|                |                    |                      |              |              |             |             |  |
| Inscrits       | Inscrits           | Inscrits             | 90 414       | 100,00       | 90 396      | 100,00      |  |
| Abstentions    | Abstentions        | Abstentions          | 24 789       | 27,42        | 23 145      | 25,6        |  |
| Votants        | Votants            | Votants              | 65 625       | 72,58        | 67 251      | 74,4        |  |
| Blancs et nuls | Blancs et nuls     | Blancs et nuls       | 3 406        | 5,19         | 5 736       | 8,53        |  |
| Exprimés       | Exprimés           | Exprimés             | 62 219       | 94,81        | 61 515      | 91,47       |  |

La suppléante de Gilbert Baumet était Nicole Bouyala, maire PS de Saint-Quentin-la-Poterie.
Gilbert Baumet était membre du Groupe République et liberté.

### Élections de 1997
| Candidat       | Candidat               | Parti             | Premier tour | Premier tour | Second tour | Second tour |  |
| Candidat       | Candidat               | Parti             | Voix         | %            | Voix        | %           |  |
| -------------- | ---------------------- | ----------------- | ------------ | ------------ | ----------- | ----------- |  |
|                | Jean-Marc Roubaud      | RPR               | 14 197       | 22,78        | 27 486      | 40,22       |  |
|                | Gérard Revol élu       | PS                | 13 941       | 22,37        | 29 921      | 43,78       |  |
|                | Marie-José Cros        | FN                | 12 999       | 20,86        | 10 936      | 16          |  |
|                | Laurette Bastaroli     | PCF               | 7 088        | 11,38        |             |             |  |
|                | Gilbert Baumet sortant | MDR               | 6 314        | 10,13        |             |             |  |
|                | Alain Bertolino        | Les Verts         | 2 015        | 3,23         |             |             |  |
|                | Brigitte Rouillaud     | LDI (MPF)         | 1 451        | 2,33         |             |             |  |
|                | Frédéric Boyer         | GÉ                | 899          | 1,44         |             |             |  |
|                | Marie-Anne Sabatier    | Divers écologiste | 772          | 1,24         |             |             |  |
|                | Marie-José Aurousseau  | Divers            | 767          | 1,23         |             |             |  |
|                | Mireille Kassabalian   | MDC               | 753          | 1,21         |             |             |  |
|                | Danielle Aurès         | LT-LNÉ            | 746          | 1,2          |             |             |  |
|                | Philippe Gamard        | Divers gauche     | 369          | 0,59         |             |             |  |
|                |                        |                   |              |              |             |             |  |
| Inscrits       | Inscrits               | Inscrits          | 93 212       | 100,00       | 93 198      | 100,00      |  |
| Abstentions    | Abstentions            | Abstentions       | 27 416       | 29,41        | 22 016      | 23,62       |  |
| Votants        | Votants                | Votants           | 65 796       | 70,59        | 71 182      | 76,38       |  |
| Blancs et nuls | Blancs et nuls         | Blancs et nuls    | 3 485        | 5,3          | 2 839       | 3,99        |  |
| Exprimés       | Exprimés               | Exprimés          | 62 311       | 94,7         | 68 343      | 96,01       |  |

Le suppléant de Gérard Revol était Alain Taisseire, maire adjoint d'Arpaillargues-et-Aureillac.

### Élections de 2002
| Candidat       | Candidat                | Parti             | Premier tour | Premier tour | Second tour | Second tour |  |
| Candidat       | Candidat                | Parti             | Voix         | %            | Voix        | %           |  |
| -------------- | ----------------------- | ----------------- | ------------ | ------------ | ----------- | ----------- |  |
|                | Jean-Marc Roubaud élu   | UMP               | 17 536       | 25,7         | 28 333      | 43,88       |  |
|                | Gérard Revol sortant    | PS (PCF)          | 17 020       | 24,95        | 24 356      | 37,72       |  |
|                | François Bonnieux       | FN                | 13 655       | 20,01        | 11 873      | 18,39       |  |
|                | Jean-Luc Chapon         | UDF               | 8 221        | 12,05        |             |             |  |
|                | Patrice Prat            | Pôle républicain  | 3 702        | 5,43         |             |             |  |
|                | Gilbert Bagnol          | CPNT              | 1 789        | 2,62         |             |             |  |
|                | Nadine Nègre            | Les Verts         | 1 223        | 1,65         |             |             |  |
|                | Pascale Borie           | LCR               | 988          | 1,45         |             |             |  |
|                | Marie-Brigitte Bornèque | MNR               | 692          | 1,01         |             |             |  |
|                | André Carcenac          | LT-LNÉ            | 612          | 0,9          |             |             |  |
|                | Chantal Ledru           | Extrême droite    | 597          | 0,88         |             |             |  |
|                | Josette Azam            | LO                | 490          | 0,72         |             |             |  |
|                | François Charles        | Extrême gauche    | 394          | 0,58         |             |             |  |
|                | Christophe Benoit       | PT                | 371          | 0,54         |             |             |  |
|                | Frédéric Joubert        | GÉ                | 349          | 0,51         |             |             |  |
|                | Fabrice Gomez           | Divers écologiste | 338          | 0,5          |             |             |  |
|                | Nicole Dhoye            | Divers            | 244          | 0,44         |             |             |  |
|                | Mireille Sujobert       | CNIP              | 107          | 0,16         |             |             |  |
|                |                         |                   |              |              |             |             |  |
| Inscrits       | Inscrits                | Inscrits          | 103 250      | 100,00       | 103 233     | 100,00      |  |
| Abstentions    | Abstentions             | Abstentions       | 33 524       | 32,47        | 36 917      | 35,76       |  |
| Votants        | Votants                 | Votants           | 69 726       | 67,53        | 66 316      | 64,24       |  |
| Blancs et nuls | Blancs et nuls          | Blancs et nuls    | 1 498        | 2,15         | 1 754       | 2,64        |  |
| Exprimés       | Exprimés                | Exprimés          | 68 228       | 97,85        | 64 562      | 97,36       |  |

Le suppléant de Jean-Marc Roubaud était René Cret, chirurgien, maire de Bagnols-sur-Cèze.

### Élections de 2007
| Candidat       | Candidat                        | Parti          | Premier tour | Premier tour | Second tour | Second tour |  |
| Candidat       | Candidat                        | Parti          | Voix         | %            | Voix        | %           |  |
| -------------- | ------------------------------- | -------------- | ------------ | ------------ | ----------- | ----------- |  |
|                | Jean-Marc Roubaud sortant réélu | UMP            | 33 523       | 48,98        | 39 131      | 58,79       |  |
|                | Alexandre Pissas                | PS             | 16 268       | 23,77        | 27 427      | 41,21       |  |
|                | François Bonnieux               | FN             | 4 829        | 7,05         |             |             |  |
|                | Corinne Ponce-Casanova          | UDF–MoDem      | 4 094        | 5,98         |             |             |  |
|                | Marianne Chambon                | PCF            | 2 489        | 3,64         |             |             |  |
|                | Pierre Jourlin                  | LCR            | 1 998        | 2,92         |             |             |  |
|                | Nicole Dhoye                    | MHAN           | 977          | 1,43         |             |             |  |
|                | Yves Loonis                     | CPNT           | 960          | 1,4          |             |             |  |
|                | Bernard Vaton                   | Régionaliste   | 634          | 0,93         |             |             |  |
|                | Charles-Maurice Cordray         | Divers         | 626          | 0,91         |             |             |  |
|                | André Tassin                    | MRC            | 583          | 0,85         |             |             |  |
|                | Gérard Meny                     | MNR            | 463          | 0,68         |             |             |  |
|                | Josette Azam                    | LO             | 459          | 0,67         |             |             |  |
|                | Christophe Benoit               | PT             | 353          | 0,52         |             |             |  |
|                | Jacques Ressaire                | Régionaliste   | 176          | 0,26         |             |             |  |
|                | Angèle Audier                   | MPF            | 16           | 0,02         |             |             |  |
|                |                                 |                |              |              |             |             |  |
| Inscrits       | Inscrits                        | Inscrits       | 114 080      | 100,00       | 113 971     | 100,00      |  |
| Abstentions    | Abstentions                     | Abstentions    | 44 215       | 38,76        | 44 927      | 39,42       |  |
| Votants        | Votants                         | Votants        | 69 865       | 61,24        | 69 044      | 60,58       |  |
| Blancs et nuls | Blancs et nuls                  | Blancs et nuls | 1 417        | 2,03         | 2 486       | 3,6         |  |
| Exprimés       | Exprimés                        | Exprimés       | 68 448       | 97,97        | 66 558      | 96,4        |  |

Le suppléant de Jean-Marc Roubaud était René Cret.

### Élections de 2012
| Candidat       | Candidat                  | Parti          | Premier tour | Premier tour | Second tour | Second tour |  |
| Candidat       | Candidat                  | Parti          | Voix         | %            | Voix        | %           |  |
| -------------- | ------------------------- | -------------- | ------------ | ------------ | ----------- | ----------- |  |
|                | Patrice Prat élu          | PS             | 17 753       | 32,34        | 23 047      | 41,44       |  |
|                | Jean-Marc Roubaud sortant | UMP            | 17 266       | 31,45        | 21 153      | 38,03       |  |
|                | Gilles Caïtucoli          | RBM (FN)       | 13 355       | 24,33        | 11 416      | 20,53       |  |
|                | Charles Ménard            | FG (PG) (PCF)  | 3 916        | 7,13         |             |             |  |
|                | Catherine Choffat         | EÉLV           | 1 074        | 1,96         |             |             |  |
|                | Stéphanie Lahana          | LT-LNÉ         | 585          | 1,07         |             |             |  |
|                | Nicolas Alliot            | DLR            | 576          | 1,05         |             |             |  |
|                | Jean Égéa                 | LO             | 209          | 0,38         |             |             |  |
|                | Nelly Guille              | LdM            | 168          | 0,31         |             |             |  |
|                |                           |                |              |              |             |             |  |
| Inscrits       | Inscrits                  | Inscrits       | 88 900       | 100,00       | 88 908      | 100,00      |  |
| Abstentions    | Abstentions               | Abstentions    | 33 265       | 37,42        | 32 359      | 36,4        |  |
| Votants        | Votants                   | Votants        | 55 635       | 62,58        | 56 549      | 63,6        |  |
| Blancs et nuls | Blancs et nuls            | Blancs et nuls | 733          | 1,32         | 933         | 1,65        |  |
| Exprimés       | Exprimés                  | Exprimés       | 54 902       | 98,68        | 55 616      | 98,35       |  |

La suppléante de Patrice Prat était Catherine Eysseric, ingénieur-docteur du CEA, adjointe au maire de Bagnols-sur-Cèze.

### Élections de 2017
|                                                                       |                                                                             |                           |                           |                          |                          |
|                                                                       |                                                                             | Premier tour 11 juin 2017 | Premier tour 11 juin 2017 | Second tour 18 juin 2017 | Second tour 18 juin 2017 |
|                                                                       |                                                                             |                           |                           |                          |                          |
|                                                                       |                                                                             | Nombre                    | % des inscrits            | Nombre                   | % des inscrits           |
| Inscrits                                                              | Inscrits                                                                    | 93 533                    | 100,00                    | 93 543                   | 100,00                   |
| Abstentions                                                           | Abstentions                                                                 | 48 619                    | 51,98                     | 52 475                   | 56,10                    |
| Votants                                                               | Votants                                                                     | 44 914                    | 48,02                     | 41 068                   | 43,90                    |
|                                                                       |                                                                             |                           | % des votants             |                          | % des votants            |
| Bulletins blancs                                                      | Bulletins blancs                                                            | 885                       | 1,97                      | 2 885                    | 7,02                     |
| Bulletins nuls                                                        | Bulletins nuls                                                              | 313                       | 0,70                      | 1 063                    | 2,59                     |
| Suffrages exprimés                                                    | Suffrages exprimés                                                          | 43 716                    | 97,33                     | 37 120                   | 90,39                    |
|                                                                       |                                                                             |                           |                           |                          |                          |
| Candidat Étiquette politique (partis et alliances)                    | Candidat Étiquette politique (partis et alliances)                          | Voix                      | % des exprimés            | Voix                     | % des exprimés           |
|                                                                       |                                                                             |                           |                           |                          |                          |
|                                                                       | Anthony Cellier La République en marche !                                   | 14 832                    | 33,93                     | 21 908                   | 59,02                    |
|                                                                       | Monique Tézenas du Montcel Front national                                   | 10 001                    | 22,88                     | 15 212                   | 40,98                    |
|                                                                       | Muriel Dherbecourt Les Républicains (Union des démocrates et indépendants)  | 5 315                     | 12,16                     |                          |                          |
|                                                                       | Geneviève Sabathé La France insoumise                                       | 5 084                     | 11,63                     |                          |                          |
|                                                                       | Alexandre Pissas Divers gauche                                              | 2 935                     | 6,71                      |                          |                          |
|                                                                       | Marie-Pierre Mercier Europe Écologie Les Verts                              | 1 601                     | 3,66                      |                          |                          |
|                                                                       | Patricia Garnero Divers droite (Union des démocrates et indépendants diss.) | 1 313                     | 3,00                      |                          |                          |
|                                                                       | Léa Comushian Parti communiste français                                     | 833                       | 1,91                      |                          |                          |
|                                                                       | Jean Isnard Debout la France                                                | 513                       | 1,17                      |                          |                          |
|                                                                       | Marc Viot Écologiste (Mouvement 100 %)                                      | 467                       | 1,07                      |                          |                          |
|                                                                       | Thierry Barnabé Divers (Union populaire républicaine)                       | 355                       | 0,81                      |                          |                          |
|                                                                       | Jean Egéa Lutte ouvrière                                                    | 281                       | 0,64                      |                          |                          |
|                                                                       | Frédérique Louvard-Hilaire Divers gauche (Nouvelle Donne)                   | 186                       | 0,43                      |                          |                          |
| Source : Ministère de l'Intérieur - Troisième circonscription du Gard |                                                                             |                           |                           |                          |                          |

La suppléante d'Anthony Cellier était Élodie Martinez, de Remoulins.

### Élections de 2022
| Résultats des élections législatives des 12 et 19 juin 2022 de la 3e circonscription du Gard |                                                                                       |                           |                           |                          |                          |
|                                                                                              |                                                                                       | Premier tour 12 juin 2022 | Premier tour 12 juin 2022 | Second tour 19 juin 2022 | Second tour 19 juin 2022 |
|                                                                                              |                                                                                       |                           |                           |                          |                          |
|                                                                                              |                                                                                       | Nombre                    | % des inscrits            | Nombre                   | % des inscrits           |
| Inscrits                                                                                     | Inscrits                                                                              | 95 517                    | 100                       | 95 519                   | 100                      |
| Abstentions                                                                                  | Abstentions                                                                           | 48 866                    | 51,16                     | 49 606                   | 51,93                    |
| Votants                                                                                      | Votants                                                                               | 46 651                    | 48,84                     | 45 913                   | 48,07                    |
|                                                                                              |                                                                                       |                           | % des votants             |                          | % des votants            |
| Bulletins blancs                                                                             | Bulletins blancs                                                                      | 594                       | 1,27                      | 2 856                    | 6,22                     |
| Bulletins nuls                                                                               | Bulletins nuls                                                                        | 200                       | 0,43                      | 932                      | 2,03                     |
| Suffrages exprimés                                                                           | Suffrages exprimés                                                                    | 45 857                    | 98,30                     | 42 125                   | 91,75                    |
|                                                                                              |                                                                                       |                           |                           |                          |                          |
| Candidat Étiquette politique (partis et alliances)                                           | Candidat Étiquette politique (partis et alliances)                                    | Voix                      | % des exprimés            | Voix                     | % des exprimés           |
|                                                                                              |                                                                                       |                           |                           |                          |                          |
|                                                                                              | Pascale Bordes Rassemblement national                                                 | 13 796                    | 30,08                     | 21 619                   | 51,32                    |
|                                                                                              | Anthony Cellier Ensemble                                                              | 12 274                    | 26,77                     | 20 506                   | 48,68                    |
|                                                                                              | Sabine Oromi Nouvelle Union populaire écologique et sociale Parti communiste français | 9 474                     | 20,66                     |                          |                          |
|                                                                                              | Blandine Arnaud Les Républicains                                                      | 3 087                     | 6,73                      |                          |                          |
|                                                                                              | Jean-Marie Moulin Reconquête                                                          | 3 043                     | 6,64                      |                          |                          |
|                                                                                              | Monique Novaretti Parti Radical de Gauche                                             | 1 526                     | 3,33                      |                          |                          |
|                                                                                              | Catherine Michon Parti animaliste                                                     | 845                       | 1,84                      |                          |                          |
|                                                                                              | Joëlle Scaramozzino Mouvement des écologistes libres                                  | 808                       | 1,76                      |                          |                          |
|                                                                                              | Christophe Prévost Résistons                                                          | 621                       | 1,35                      |                          |                          |
|                                                                                              | Jean Egéa Lutte ouvrière                                                              | 285                       | 0,62                      |                          |                          |
|                                                                                              | Anne Guichard Évolution citoyenne                                                     | 98                        | 0,21                      |                          |                          |
| * Député sortant                                                                             |                                                                                       |                           |                           |                          |                          |

La suppléante de Pascale Bordes était Catherine Dellong-Meng, conseillère technique à la mairie du Pontet (Vaucluse).

### Élections de 2024
| Candidat                 | Candidat                 | Parti et coalition       | Nuance                   | Premier tour | Premier tour | Second tour | Second tour |
| Candidat                 | Candidat                 | Parti et coalition       | Nuance                   | Voix         | %            | Voix        | %           |
| ------------------------ | ------------------------ | ------------------------ | ------------------------ | ------------ | ------------ | ----------- | ----------- |
|                          | Pascale Bordes réélue    | RN                       | RN                       | 31 465       | 47,48        | 35 685      | 58,68       |
|                          | Sabine Oromi             | PCF (NFP)                | UG                       | 15 246       | 23,01        | 25 133      | 41,32       |
|                          | Christian Baume          | HOR (ENS)                | ENS                      | 12 727       | 19,21        | Retrait     | Retrait     |
|                          | Florent Grau             | LR                       | LR                       | 5 988        | 9,04         |             |             |
|                          | Valéry Fourmi            | LO                       | EXG                      | 640          | 0,97         |             |             |
|                          | Christophe Prévost       | NOUS                     | DIV                      | 199          | 0,30         |             |             |
|                          | Daniel Jean              | SE                       | DVD                      | 0            | 0,00         |             |             |
|                          |                          |                          |                          |              |              |             |             |
| Suffrages exprimés       | Suffrages exprimés       | Suffrages exprimés       | Suffrages exprimés       | 66 265       | 97,39        | 60 818      | 90,27       |
| Votes blancs             | Votes blancs             | Votes blancs             | Votes blancs             | 1 280        | 1,88         | 5 078       | 7,54        |
| Votes nuls               | Votes nuls               | Votes nuls               | Votes nuls               | 497          | 0,73         | 1 476       | 2,19        |
| Total                    | Total                    | Total                    | Total                    | 68 042       | 100          | 67 372      | 100         |
| Abstention               | Abstention               | Abstention               | Abstention               | 27 884       | 29,07        | 28 601      | 29,80       |
| Inscrits / participation | Inscrits / participation | Inscrits / participation | Inscrits / participation | 95 926       | 70,93        | 95 973      | 70,20       |

La suppléante de Pascale Bordes est Catherine Dellong-Meng.

#### Département du Gard
- 3e circonscription, résultats de la circonscription aux 1er et 2e tours des élections législatives de juin 2012
- « Tableaux et Analyses de la 3e circonscription du Gard » [PDF]